# BI 253
Désignations
BI 253 est une étoile de la nébuleuse de la Tarentule dans le Grand Nuage de Magellan, située dans la direction de la constellation de la Dorade.